# Холодилин, Никита Сергеевич
Никита Сергеевич Холодилин (род. 19 июня 2002, Барнаул) — российский хоккеист, нападающий. Мастер спорта России (2023).

## Биография
Начинал заниматься хоккеем в барнаульском «Алтае». В 2015—2017 годах — в «Югре-ЮКИОР» Ханты-Мансийск. С 2018 года — в системе омского «Авангарда». В сезоне 2020/21 дебютировал в команде МХЛ «Омские ястребы». Со следующего сезона стал также играть в ВХЛ за «Омские крылья» и дебютировал в КХЛ. 29 апреля 2022 года и 30 января 2024 года продлевал двусторонние контракты на два года. Бронзовый (2022) и серебряный (2023) призёр чемпионата МХЛ.
4 июня 2025 года в результате обмена стал игроком московского «Спартака». 19 июня 2025 года заключил с клубом двухсторонний контракт на три года.